# 지국천왕
지국천왕(持國天王)은 사천왕 중의 하나로 수미산 중턱에 살며 동방을 수호하고 음악을 관장하는 천신이다. 지국천(持國天)이라는 명칭은 산스크리트어로 드리타 (धृत; 가지는, 소유하는, 견디는)와 라슈트라 (राष्ट्र; 왕국, 영역)가 합쳐져서 탄생한 이름인 드리타라슈트라(산스크리트어: धृतराष्ट्र)의 의미를 차용하여 한자로 표현된 것이다. 수미산을 다스리는 제석천 또는 부처님이 지국천왕으로 하여금 동방에서 불법을 지키라고 명령하였으며, 국토를 지키고 백성을 편하게 할 것을 맹세하였다고 한다. 언어에 따라 다타라타(팔리어: धतरट्ठ), 지코쿠텐(일본어: 持国天), 타오 타타로트(태국어: ท้าวธตรฐ)라고도 불린다.

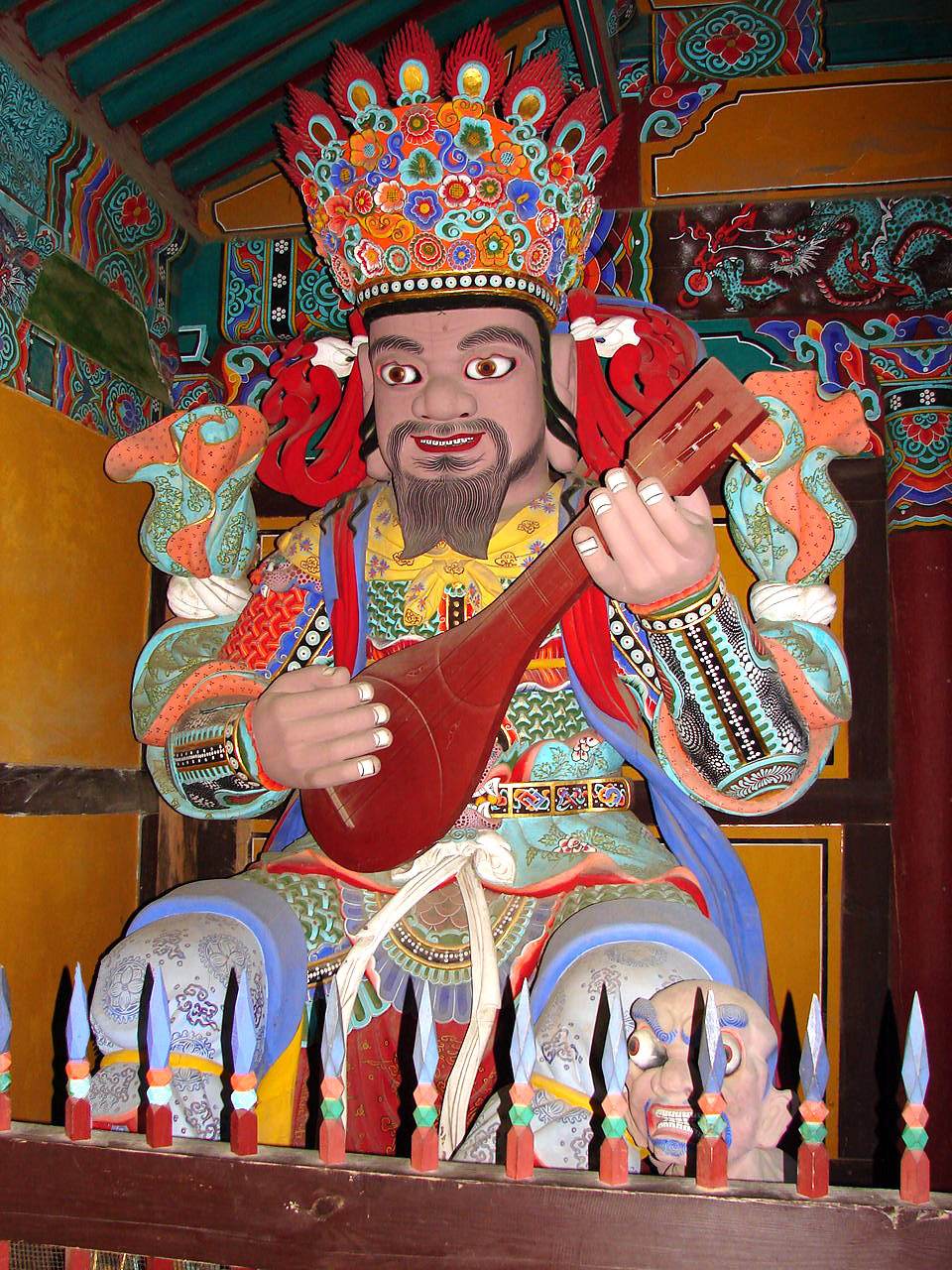
범어사 일주문과 불이문 사이에 있는 천왕문의 지국천왕 상

## 모양
다라니집경에는 왼손은 팔을 내려 칼을 잡고, 오른손은 팔을 구부려 보주를 쥔다고 하고, 일자불정륜왕경에는 왼손에는 창을 잡고 오른손은 손바닥을 올려든다고 하였다.
동아시아권에서는 주로 비파를 들고 있는 모습으로 형상화한다.

## 인도
고대 인도 베다 신화에서는 지국천왕은 간다르바를 거느렸으며, 인드라고 불리는 91명의 아들이 있다고 한다.

## 불교
지국천왕이 건달바나 비사사라는 귀신을 부리면서 동방에서 참된 도리를 파괴하고 선한 백성을 괴롭히는 자들을 물리치는 일을 한다고 믿었다.

지국천왕의 여러 가지 모습
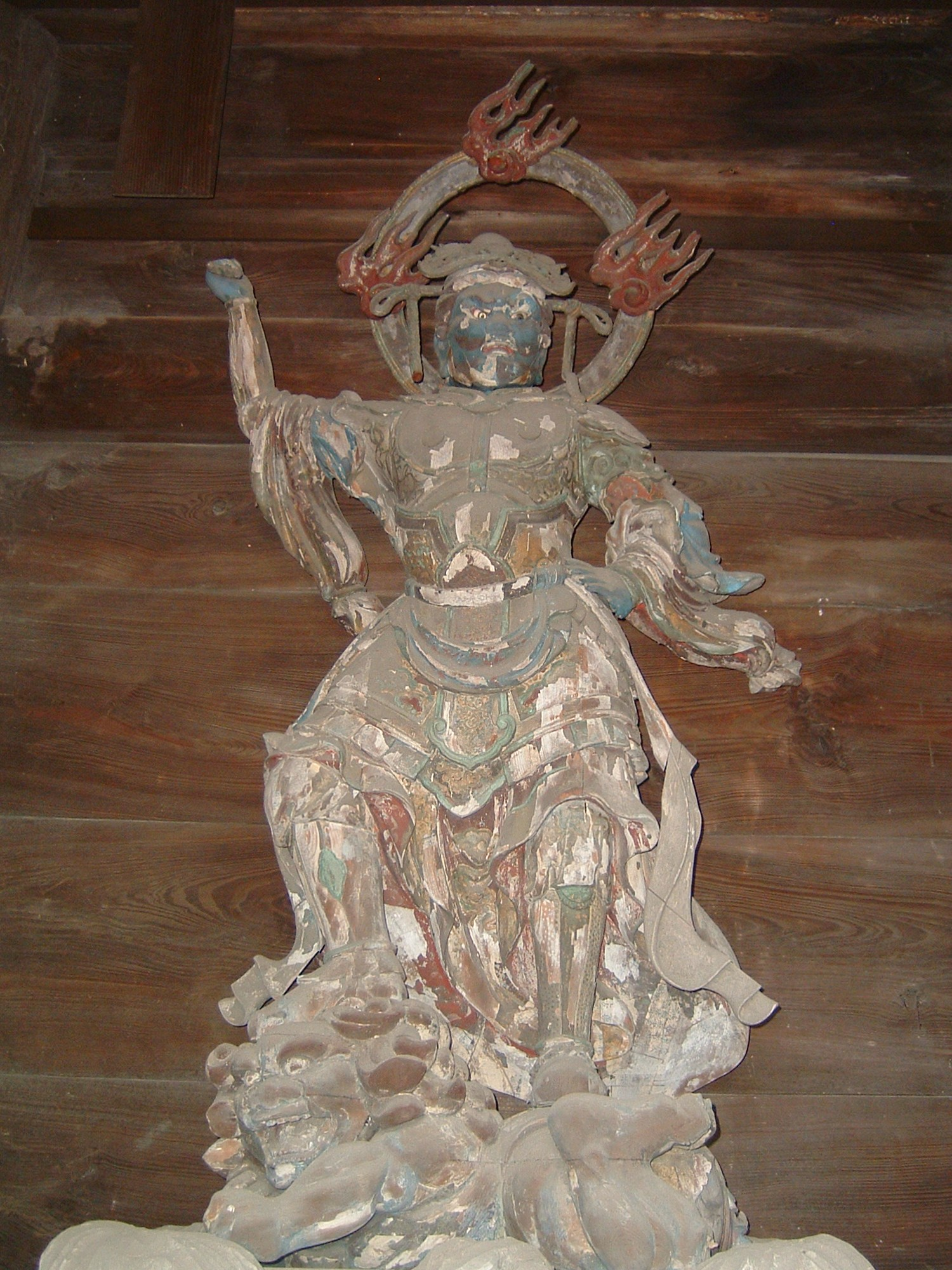
일본 시광사
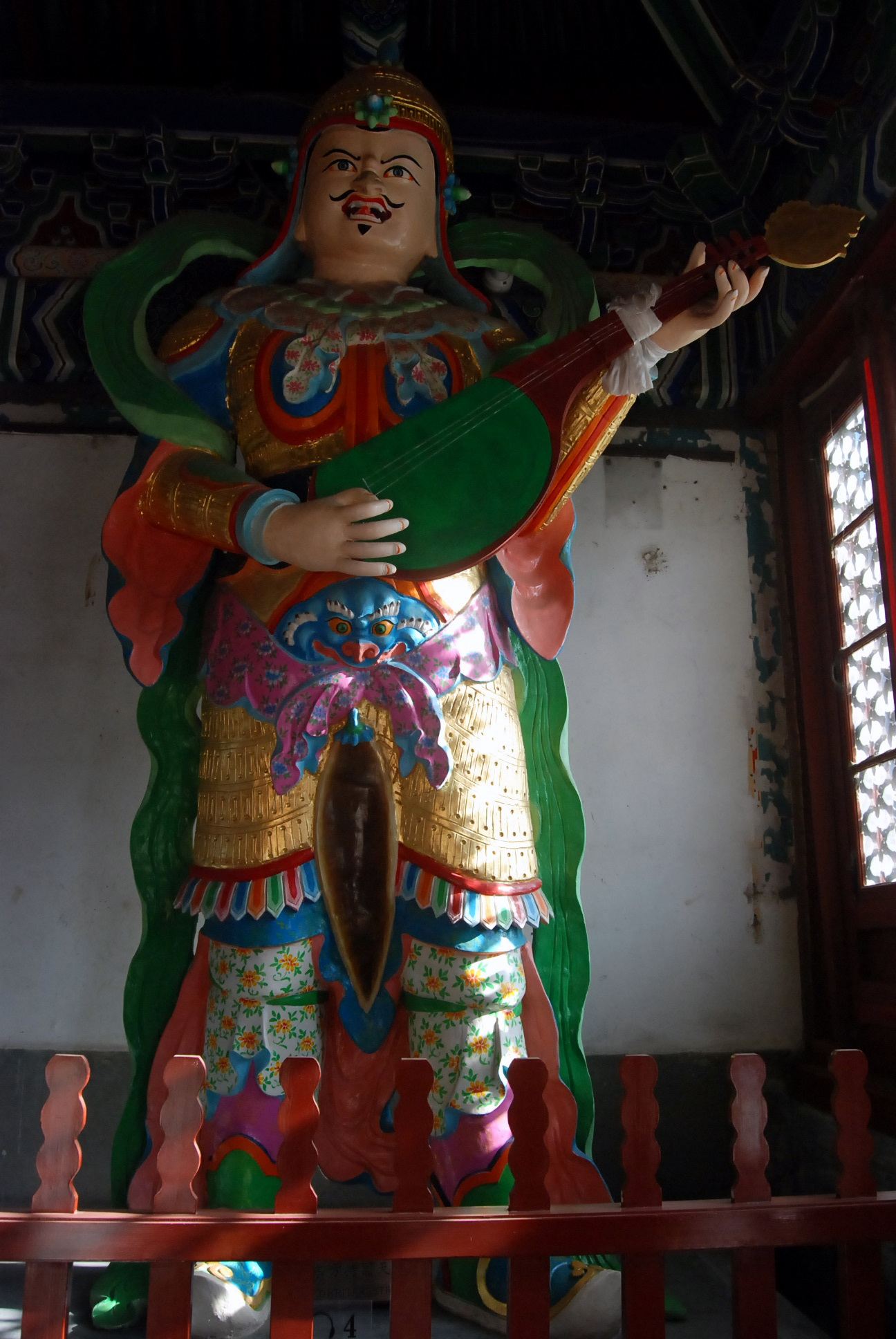
북경 묘응사
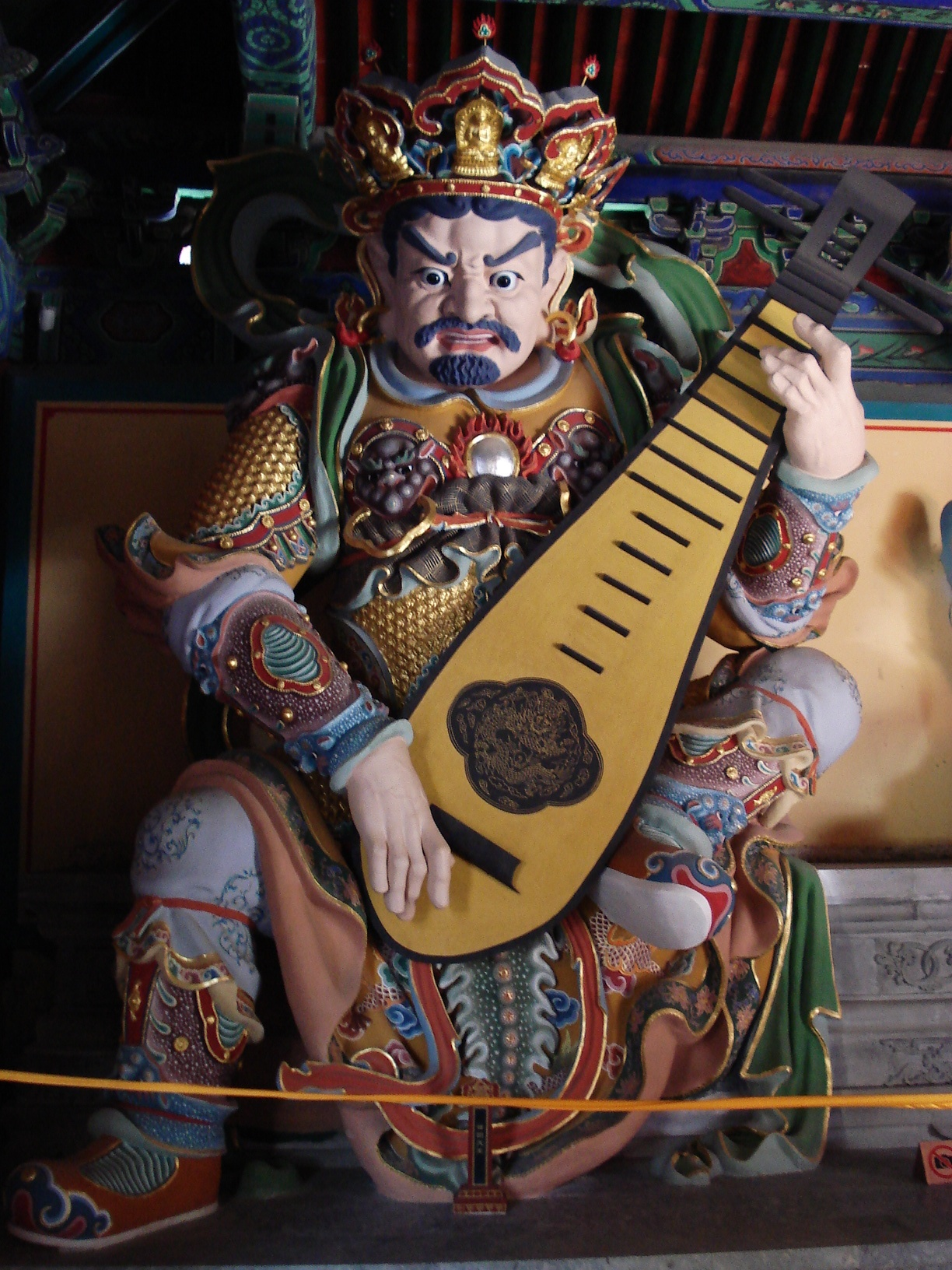
북경 와불사
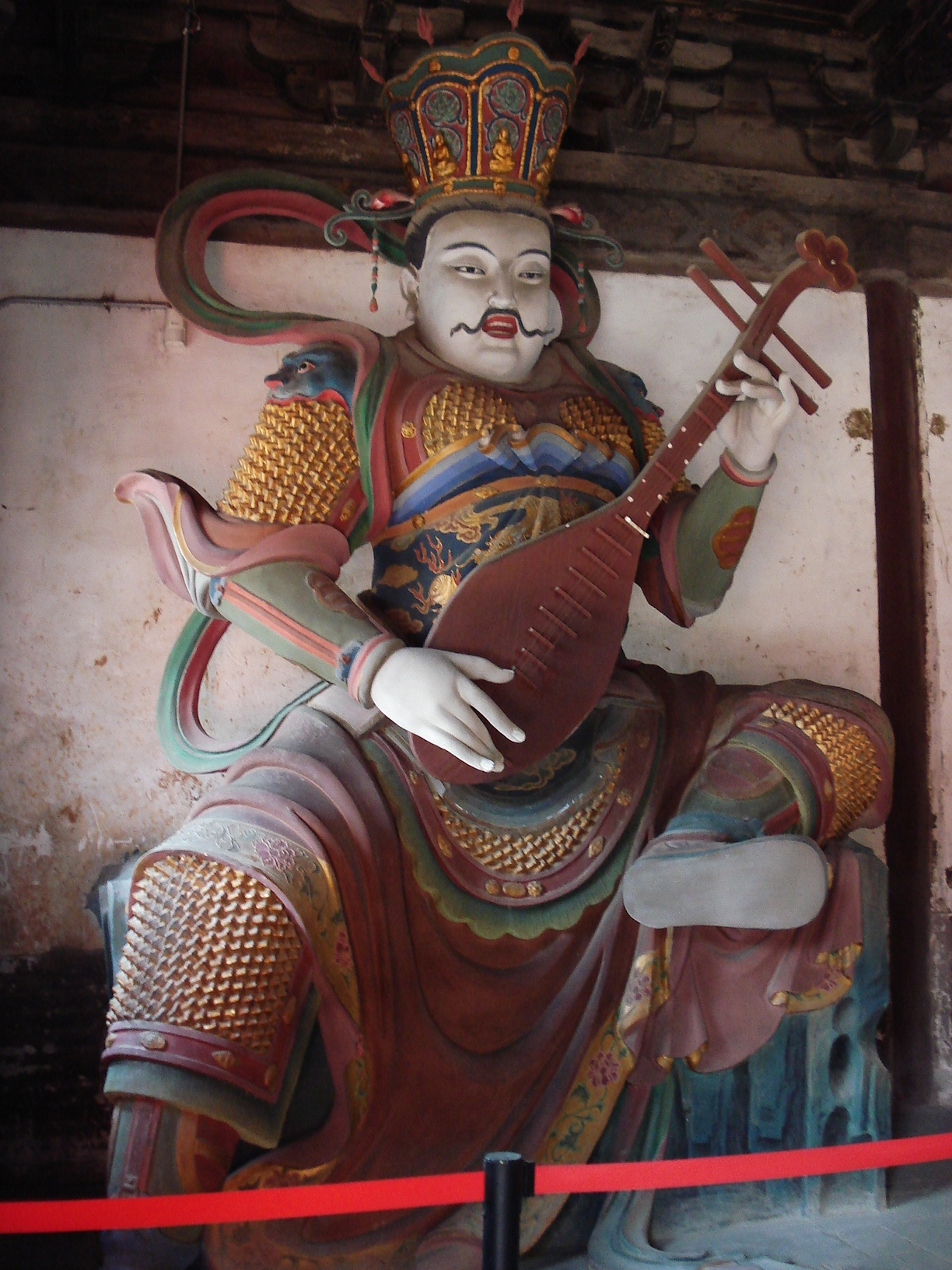
북경 대각사
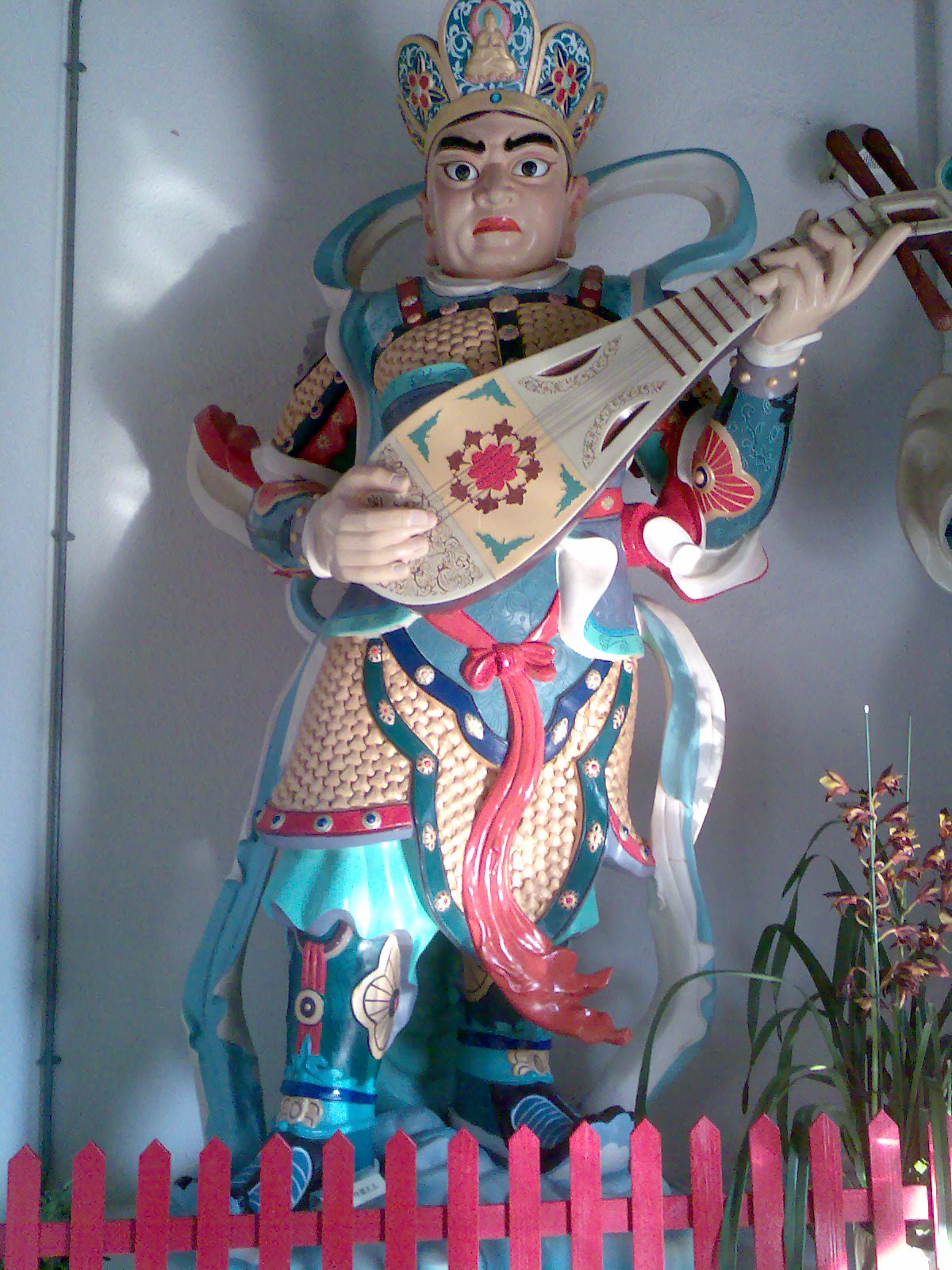
홍콩 서방사
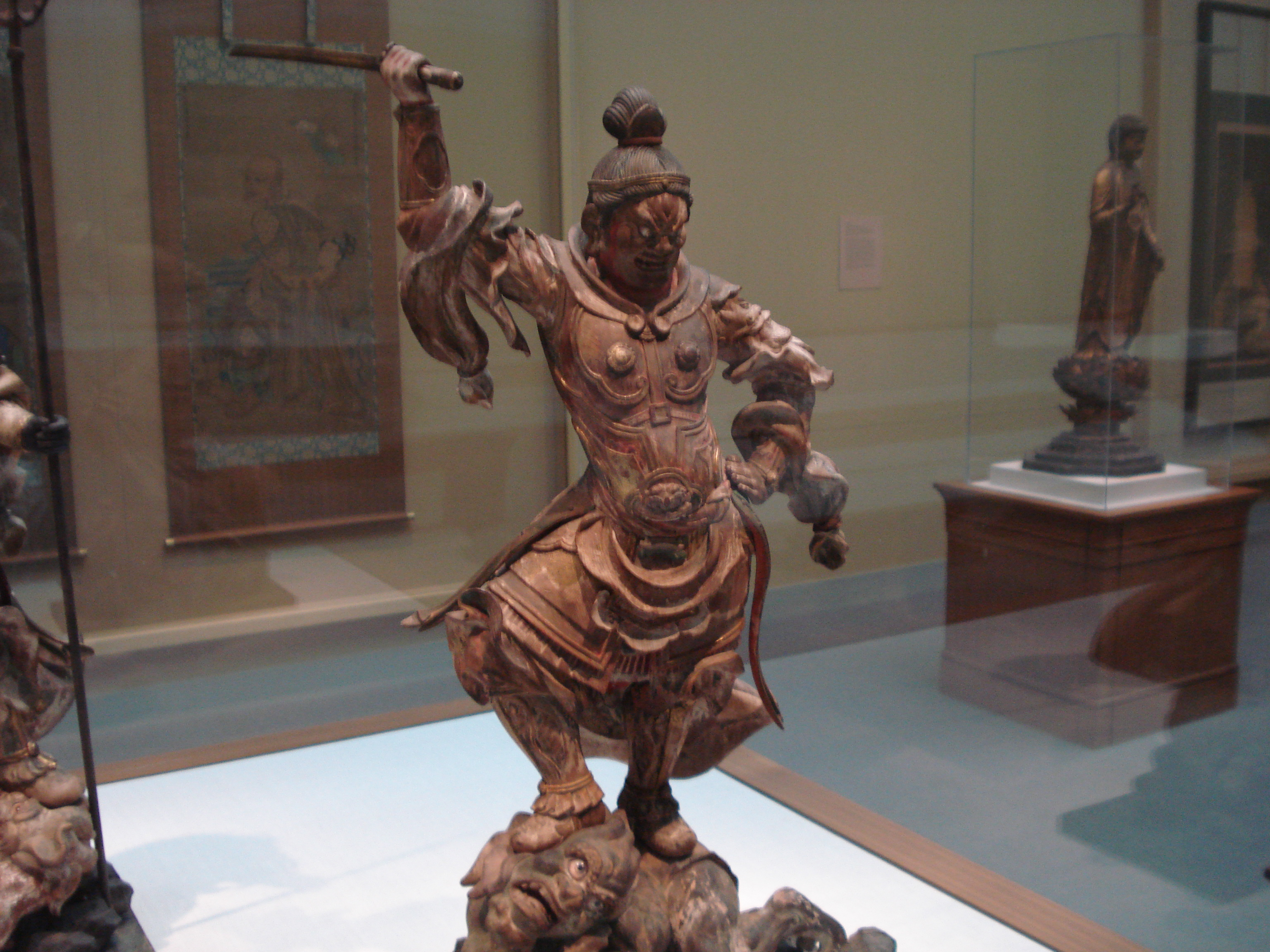
지국천왕상 워싱턴 플리어 미술관 소장